# Piotr Kozłowski (leśnik)
Piotr Kozłowski (ur. 10 stycznia 1955 w Puszczykowie) – polski leśnik, poseł na Sejm II kadencji, długoletni przewodniczący Związku Leśników Polskich Parków Narodowych.

## Życiorys
Uzyskał wykształcenie wyższe w zakresie ochrony przyrody i zasobów leśnych. Podjął pracę w Wielkopolskim Parku Narodowym. W 1992 zainicjował powołanie Związku Leśników Polskich Parków Narodowych. Przez 25 lat pełnił funkcję przewodniczącego tej organizacji. Był też wiceprzewodniczącym Związku Leśników Polskich w Rzeczypospolitej Polskiej.
W latach 1993–1997 był posłem II kadencji wybranym w okręgu Poznań jako bezpartyjny kandydat z listy Polskiego Stronnictwa Ludowego. W 1997 nie uzyskał ponownie mandatu. W 2006 z ramienia PSL bezskutecznie ubiegał się o mandat radnego powiatu poznańskiego.

## Odznaczenia i wyróżnienia
W 2012, za wybitne zasługi w działalności na rzecz rozwoju leśnictwa i ochrony środowiska naturalnego, za działalność związkową, został odznaczony Krzyżem Kawalerskim Orderu Odrodzenia Polski. Wyróżniony też m.in. Złotym Znakiem Związku Leśników Polskich w RP.